# Anne Conway
Anne Conway, Viscountess Conway, geb. Anne Finch (* 14. Dezember 1631 in London; † 18. Februar 1679) war eine englische Philosophin und gehörte zum Umfeld der Cambridger Platoniker. Sie war eine der ersten Frauen, deren Werk gedruckt und verlegt wurde. Ihr Werk setzt sich kritisch mit philosophischen Theorien des 17. Jahrhunderts auseinander. Conway übte Kritik am Substanzdualismus und am Mechanistischen Weltbild.

## Leben

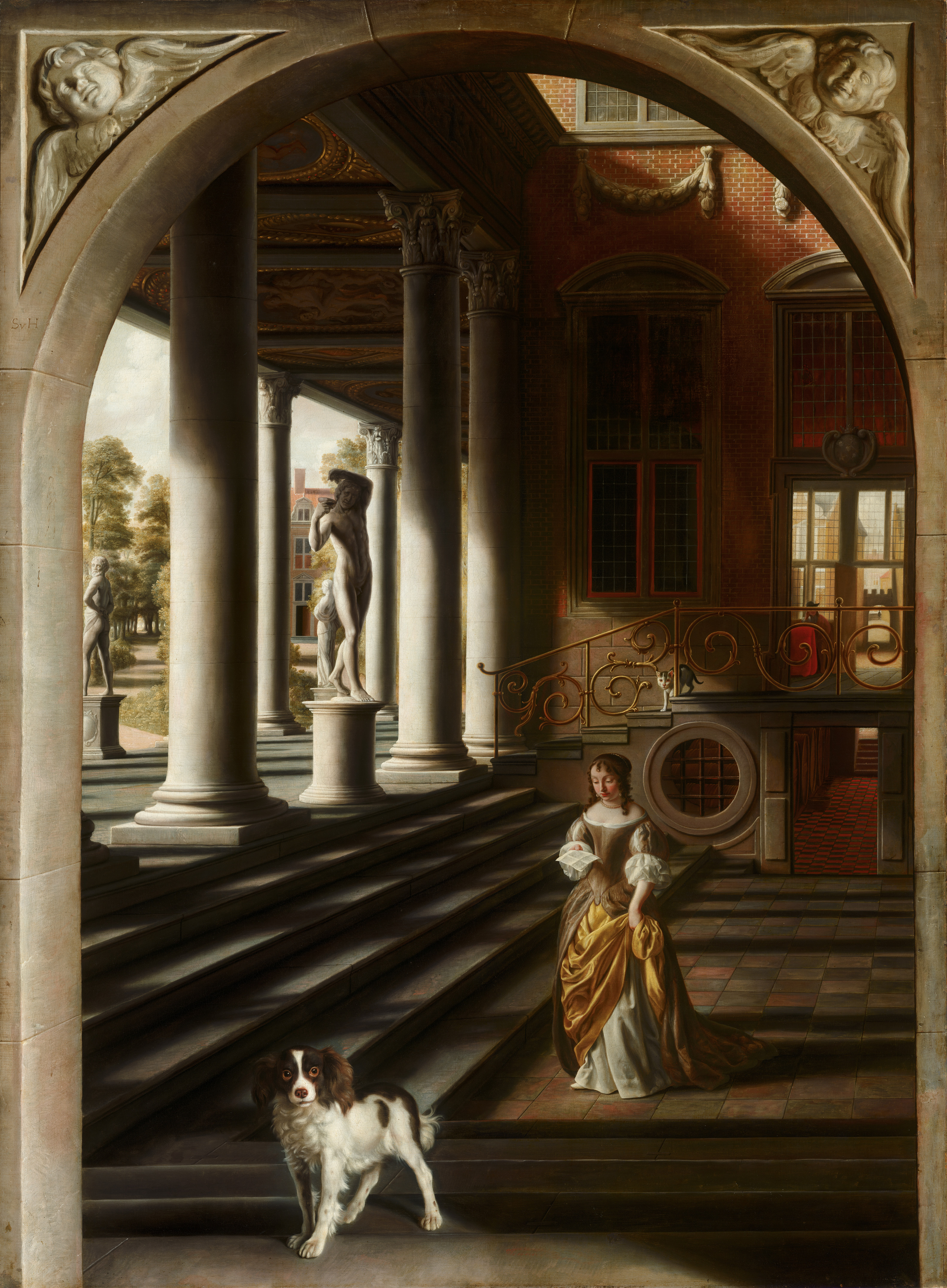
Anne Conway mit ihrem Hund

Conway war die Tochter von Sir Heneage Finch, einem Anwalt und Politiker, der kurz vor ihrer Geburt starb, und seiner zweiten Frau Elizabeth Cradock. Sie wuchs als das jüngste von sechs Kindern in einem Anwesen auf, das heute als Kensington Palace bekannt ist und das vor seinem Umbau im Besitz der Familie Finch war. 1651 kam es zur Heirat mit Edward Conway, der 1665 3. Viscount Conway und 1679 1. Earl of Conway wurde. Sie lebte auf Ragley Hall in Warwickshire.
In ihren jungen Jahren studierte sie Latein, später Griechisch und Hebräisch. Sie war sowohl in lateinischer als auch in griechischer Sprache belesen. Sie hatte Platon und Plotin auf Latein gelesen. Sie las auch René Descartes und Spinoza, und es war Descartes, der in gewisser Weise zum Katalysator für ihre eigene philosophische Arbeit wurde.
Ihr Halbbruder John Finch, der an der University of Cambridge studierte, förderte ihr Interesse an Philosophie und Theologie. Durch ihn kam sie auch in Kontakt mit Henry More, einem der führenden Vertreter der Cambridger Platoniker. Von ihm wurde sie in Briefkontakt philosophisch, vor allem über das Werk René Descartes’, unterrichtet. Denn als Frau durfte sie nicht an der Universität studieren. Bald entwickelte sie sich von der Schülerin zur freundschaftlichen Diskussionspartnerin. Mores 1653 erschienenes Buch Antidote against Atheism ist ihr gewidmet.
Über Franciscus Mercurius van Helmont (der ihr Arzt war, sie litt häufig an Migräne), Sohn des Naturforschers Johan Baptista van Helmont, lernte sie das Quäkertum, zu dem sie kurz vor ihrem Tod konvertierte, sowie die jüdische Kabbala kennen. Zu ihrem Umkreis gehörten auch die Theosophin Elizabeth Foxcroft, die lange auf Ragley Hall lebte, und deren Sohn Ezekiel Foxcroft.
Bereits in der Jugend oft von starker Krankheit gezeichnet, starb Conway 1679 im Alter von 47 Jahren.

## Werk

### The Principles of the Most Ancient and Modern Philosophy
Sie schrieb ihr einziges erhaltenes Werk gegen Ende ihres Lebens. Nach ihrem Tod wurde es 1690 in lateinischer Übersetzung und ohne Autorennennung unter dem Titel Principia philosophiae antiquissimae et recentissimae in Amsterdam veröffentlicht. Nach einer erneuten Übersetzung ins Englische wurde das Werk 1692 in London unter dem Titel The Principles of the Most Ancient and Modern Philosophy erneut veröffentlicht.
Anne Conway entwickelt in The Principles eine Metaphysik, die auf drei Grundsubstanzen basiert: Gott, Logos (Jesus) und Geschöpfen. Gott ist die unveränderbare, gerechte, gute Substanz, aus der alles hervorgeht. Logos (Jesus) ist die vermittelnde Substanz zwischen Gott und den Geschöpfen und nur zum Guten veränderbar. Die Geschöpfe sind sowohl zum Guten als auch zum Schlechten veränderbar und bilden nach Conway innerhalb der Substanz unterschiedliche Arten. Sie vertritt in The Principles eine vitalistisch monistische Position und argumentiert, dass alle Dinge aus einer Substanz bestehen und mehr oder weniger geistige Kapazitäten besitzen. Damit widerspricht sie dem Mechanismus und dem Substanzdualismus.

### The Conway Letters
Im Laufe ihres Lebens tauschte Conway zahlreiche Briefe mit Henry More, Franciscus Mercurius van Helmont und anderen Denkern ihrer Zeit aus. In diesen Briefen diskutierte sie philosophische und theologische Konzepte und schrieb gelegentlich über persönliche Angelegenheiten.
Conway schrieb auch etwa ein Dutzend Briefe an ihren Schwiegervater, Lord Conway, und erhielt etwa ein Dutzend Briefe von ihrem Bruder John Finch. Diese Korrespondenzen betrafen Philosophie, soziale Fragen und ihr persönliches Leben. Im Jahr 1930 veröffentlichte Marjorie Nicolson Conways Korrespondenz zusammen mit bibliographischen Details über sie.
1992 veröffentlichte Sarah Hutton eine überarbeitete, erweiterte Ausgabe von Nicolsons Conway Letters. Nicolsons Version konzentriert sich hauptsächlich auf Conways Beziehungen zu Freunden und Familie, einschließlich einer Analyse ihrer Beziehung zu Henry More.
Anne Conway's posthum veröffentlichte Briefe sind eine weitere Quelle ihres philosophischen Schaffens. Die Briefe entstanden im Zeitraum von 1642 bis 1684 und gingen oft an Henry More.

## Rezeption

### 17./18. Jahrhundert
Nach der Veröffentlichung der Principels geht man davon aus, dass Franciscus Mercurius van Helmont verschiedene Personen, seines Umkreises, mit dem Werk Conways bekannt machte. Unter ihnen John Locke und Gottfried Wilhelm Leibniz. Leibniz besaß sogar ein Exemplar von Conways Abhandlung, welches sich heute in der Niedersächsische Landesbibliothek in Hannover befindet.
The Principels weckte auch das Interesse von religiösen Dissidenten. Ein bekannter Leser von Conways Werk war zum Beispiel Johann Wilhelm Petersen. Man geht außerdem davon aus, dass in England die Abhandlung dem Umkreis der Philadelphian Society mindestens bekannt war.

### 21. Jahrhundert
Die Anne-Conway-Straße in Bremen, Stadtteil Horn-Lehe, wurde 1997 nach ihr benannt.

## Ausgaben und Übersetzungen
- Petra Altschuh-Riederer: Lebendige Materie oder Prinzipien der ältesten und der modernsten Philosophie. ein-FACH-velag, Aachen 2012, ISBN 978-3-928089-55-5, (deutsche Übersetzung)
- Allison P. Coudert, Taylor Corse (Hrsg.): Anne Conway: The Principles of the Most Ancient and Modern Philosophy. Cambridge University Press, Cambridge 1996, ISBN 0-521-47335-7 (Übertragung in modernes Englisch)
- Peter Loptson (Hrsg.): Anne Conway: The Principles of the Most Ancient and Modern Philosophy (= Archives Internationales d’Histoire des Idées, 101). Den Haag u. a. 1982
- Marjorie Hope Nicolson, Sarah Hutton (Hrsg.): The Conway Letters. The Correspondence of Viscountess Anne Conway, Henry More and their Friends. Oxford University Press, Oxford 1992